# 帕克斯頓鎮區 (明尼蘇達州雷德伍德縣)
帕克斯頓鎮區（英語：Paxton Township）是位於美國明尼蘇達州雷德伍德縣的一個行政鎮區。

## 歷史
帕克斯頓鎮區於1879年成立，得名自當地地主詹姆斯·威爾遜·帕克斯頓（James Wilson Paxton）。

## 地方資料
帕克斯頓鎮區的面積為95.40平方千米，當中陸地面積為94.86平方千米，而水域面積為0.54平方千米。根據2020年美國人口普查的數據，當地共有人口667人，而人口密度為每平方千米6.99人。